# Járay József
Járay József (külföldön Josef vagy Giuseppe Járay; eredeti nevén Jambrits József) (Nagygencs, 1913. szeptember 7. – Budapest, 1970. október 1.) operaénekes (tenor) volt.

## Életpályája
Édesapja jómódú vendéglős volt. A Jambrits családban mindenki tanult zenét, nagy tehetséget árult el e téren, ő mégis katonai pályára készült. Tízévesen Kőszegen hadapródiskolába iratkozott be. 1929-től a székesfehérvári repülős században szolgált, repülőgép-szerelést és -vezetést tanult. 
Ifjúkorától atletizált, tízpróbában második helyen végzett az 1933-as országos bajnokságon. Ezen kívül is számtalan érmet szerzett a sportban, egy interjúban tett kijelentése szerint részt vett az 1936-os berlini olimpián is.
1934-ben a szülőfalujához közeli Szombathelyre helyeztette magát, és a sok korábbi amatőr fellépés után rendszeres énektanulmányokat kezdett a városi zeneiskolában. 1936-ban egy újabb áthelyezéssel Budapestre került, még katonatisztként sikeresen felvételizett a Zeneakadémiára. Tanára dr. Székelyhidy Ferenc volt. 1939-től már csak az énekléssel foglalkozott, leszerelt a katonaságtól, és a sporttal is felhagyott. 
A nagy sikerű akadémiai vizsga után az 1941–42-es évadban ösztöndíjasként szerződtette az Operaház. Szeptember 27-én Heinrich szerepében debütált Wagner Tannhäuserében. Első évadja után Itáliába utazott hangját továbbképezni. 1942 őszétől már mint rendes tag kapott egyre nagyobb feladatokat a hangjának leginkább megfelelő olasz repertoárban.
Az 1944-es német megszállás után élelemmel segítette egy, az Operából ismert, internált rajongóját és családját. Az októberi nyilas hatalomátvétel után a lakásában rejtette el három üldözött ismerősét. Ő az Operaház óvóhellyé alakult pincerendszerében vészelte át Budapest ostromát. (1998-ban a „Világ Igaza” kitüntetést vehetett át özvegye.)
A felszabadulás után szórványos budapesti fellépések mellett hosszabb olaszországi szerződést kapott. 1947 decemberétől másfél évadot újra a Magyar Állami Operaházban énekelt, aztán 1949 nyarán hat évre külföldre távozott. Négy évig járta a német és francia nyelvterület színházait, koncerttermeit. 1953 végétől Dél-Amerikában próbált szerencsét, de ez valószínűleg nem hozta meg a remélt anyagi sikert, ezért 1955-ben – amnesztiarendeletnek köszönhetően bántatlanul – visszatért Magyarországra.
Az év végén már ismét az Operaház színpadán volt. Újabb sikeres évek következtek egészen 1964-ig, amikor júniusban személyautók illegális magánimportjáért letartóztatták. Politikai felhangoktól sem mentes perben négy év, hat hónap börtönbüntetésre ítélték, vagyonelkobzással kiegészítve. Nem kellett letöltenie a teljes időt, 1967 elején kiszabadult.
Ekkor már nem térhetett vissza a budapesti Operába. Csak a Debreceni Csokonai Színházban folytathatta pályáját. 1970 áprilisában egy salgótarjáni vendégszereplés közben agyvérzést kapott. Fél évnyi bénultság után érte a halál.
Igazi olaszos spinto tenor volt, ezért legemlékezetesebb alakításait Puccini operáiban nyújtotta.

## Szerepei
| - Auber: Fra Diavolo – címszerep - Bellini: Norma – Flavius - Berté: Három a kislány – Franz Schubert - Bizet: Carmen – Don José - Borogyin: Igor herceg – Jeroska - Csajkovszkij: Jevgenyij Anyegin – Lenszkij - Delibes: Lakmé – Egy domben - Donizetti: Lammermoori Lucia – Sir Edgard Ravenswood - Erkel: Hunyadi László – V. László király - Erkel: Bánk bán – Ottó - Farkas Ferenc: A bűvös szekrény – Hasszán - Giordano: André Chénier – címszerep - Kodály: Háry János... – Krucifix generális; Második paraszt - Mascagni: Parasztbecsület – Turiddu - Mozart: A varázsfuvola – Első őrtálló - Offenbach: Hoffmann meséi – Hoffmann | - Puccini: Bohémélet – Rodolphe - Puccini: Tosca – Mario Cavaradossi - Puccini: Pillangókisasszony – B. F. Pinkerton - Puccini: A köpeny – Utcai énekes - Puccini: Gianni Schicchi – Rinuccio - Puccini: Turandot – Kalaf - Rossini: Tell Vilmos – Halász - Johann Strauss d. S.: A denevér – Alfréd - Richard Strauss: A rózsalovag – Énekes - Verdi: Rigoletto – A mantuai herceg - Verdi: La Traviata – Alfred Germont - Verdi: Álarcosbál – Richard - Verdi: Simon Boccanegra – Gabriele Adorno - Verdi: Aida – Hírnök - Verdi: Don Carlos – címszerep - Wagner: Tannhäuser... – Heinrich der Schreiber |

## Díjai, kitüntetései
- 1998 – a Világ Igaza (posztumusz)
- 1998 – Bátorságért érdemérem
- 2013 – a Magyar Állami Operaház örökös tagja (posztumusz)